# Associação Académica de Maputo
A Associação Académica de Maputo, geralmente conhecida como Académica, é um clube desportivo de Maputo, Moçambique. Tem equipas de futebol, hóquei em patins, basquetebol e voleibol.
Utiliza o Complexo Desportivo Altenor Pereira no campus da Universidade Eduardo Mondlane. 